# Ronde van de Toekomst 2015
De Ronde van de Toekomst 2015 (Frans: Tour de l'Avenir 2015) werd gehouden van 22 tot 29 augustus 2015 in Frankrijk. 

## Deelnemende landen
- Frankrijk
- Oostenrijk
- Denemarken
- Verenigde Staten
- Noorwegen
- Portugal
- Oekraïne

- Duitsland
- België
- Spanje
- Verenigd Koninkrijk
- Nederland
- Rusland
- Zwitserland

- Australië
- Colombia
- Estland
- Italië
- Polen
- Slovenië
- Gemengde ploeg

## Etappe-overzicht
| Etappe | Datum       | Start                     | Eindstreep                 | Afstand      | Winnaar              | Leider                      |
| ------ | ----------- | ------------------------- | -------------------------- | ------------ | -------------------- | --------------------------- |
| P      | 22 augustus | Tonnerre                  | Tonnerre                   | 3,5 km (ITT) | Søren Kragh Andersen | Søren Kragh Andersen        |
| 1      | 23 augustus | Chablis                   | Toucy                      | 160,5 km     | Jonas Koch           | Søren Kragh Andersen        |
| 2      | 24 augustus | Avallon                   | Arbois                     | 193,5 km     | Mads Pedersen        | Tom Bohli                   |
| 3      | 25 augustus | Champagnole               | Tournus                    | 137,0 km     | Søren Kragh Andersen | Tom Bohli                   |
| 4      | 26 augustus | Annemasse                 | Cluses                     | 146,7 km     | Mads Würtz Schmidt   | José Luis Rodríguez Aguilar |
| 5      | 27 augustus | Megève                    | La Rosière-Montvalezan     | 103,1 km     | Guillaume Martin     | Gregor Mühlberger           |
| 6      | 28 augustus | Bourg-Saint-Maurice       | Saint-Michel-de-Maurienne  | 126,0 km     | Elie Gesbert         | Marc Soler                  |
| 7      | 29 augustus | Saint-Michel-de-Maurienne | Les Bottières–Les Sybelles | 93,5 km      | Matvej Mamykin       | Marc Soler                  |

## Eindklassementen
| Plaats    | Naam                 | Ploeg      | Tijd      |
| --------- | -------------------- | ---------- | --------- |
| Gele trui | Marc Soler           | Spanje     | 24u58'14" |
| 2         | Jack Haig            | Australië  | + 1' 09"  |
| 3         | Matvej Mamykin       | Rusland    | + 2' 50"  |
| 4         | Sam Oomen            | Nederland  | + 3' 18"  |
| 5         | Simone Petilli       | Italië     | + 3' 23"  |
| 6         | Giulio Ciccone       | Italië     | + 3' 56"  |
| 7         | Sindre Lunke         | Noorwegen  | + 5' 12"  |
| 8         | Laurens De Plus      | België     | + 6' 12"  |
| 9         | Sebastián Henao      | Colombia   | + 6' 56"  |
| 10        | Guillaume Martin     | Frankrijk  | + 7' 25"  |
| 11        | Gregor Mühlberger    | Oostenrijk | + 9' 29"  |
| 12        | Aleksej Rybalkin     | Rusland    | + 10' 56" |
| 13        | Daniel Martínez      | Colombia   | + 11' 22" |
| 14        | Anatolij Boedjak     | Oekraïne   | + 12' 58" |
| 15        | Domen Novak          | Slovenië   | + 17' 53" |
| 16        | Ruben Guerreiro      | Portugal   | + 19' 19" |
| 17        | Ildar Arslanov       | Rusland    | + 20' 41" |
| 18        | Anders Skaarseth     | Noorwegen  | +20' 49"  |
| 19        | Johannes Weber       | Duitsland  | + 20' 53" |
| 20        | Christian Odd Eiking | Noorwegen  | + 22' 47" |

| Plaats      | Naam               | Ploeg      | Punten |
| ----------- | ------------------ | ---------- | ------ |
| Groene trui | Jonas Koch         | Duitsland  | 57     |
| 2           | Mads Würtz Schmidt | Denemarken | 44     |
| 3           | Simone Consonni    | Italië     | 33     |
|             |                    |            |        |
| 13          | Dries Van Gestel   | België     | 20     |
| 24          | Koen Bouwman       | Nederland  | 12     |

| Plaats        | Naam             | Ploeg     | Punten |
| ------------- | ---------------- | --------- | ------ |
| Bolletjestrui | Matvej Mamykin   | Rusland   | 67     |
| 2             | Guillaume Martin | Frankrijk | 65     |
| 3             | Daniel Martínez  | Colombia  | 64     |
|               |                  |           |        |
| 12            | Laurens De Plus  | België    | 21     |
| 16            | Sam Oomen        | Nederland | 13     |

| Plaats | Ploeg     | Tijd         |
| ------ | --------- | ------------ |
|        | Rusland   | 75u22'43"    |
| 2      | Italië    | + 16' 55"    |
| 3      | Noorwegen | + 20' 44"    |
|        |           |              |
| 6      | Nederland | + 57' 40"    |
| 10     | België    | + 1u 16' 07" |

## Klassementsleiders per etappe
| Etappe | Algemeen            | Punten            | Berg               | Ploegen    |
| ------ | ------------------- | ----------------- | ------------------ | ---------- |
| P      | Søren K. Andersen   | Søren K. Andersen | Niet uitgereikt    | Nederland  |
| 1      | Søren K. Andersen   | Jonas Koch        | Jonas Koch         | Duitsland  |
| 2      | Tom Bohli           | Jonas Koch        | Imanol Estévez     | Denemarken |
| 3      | Tom Bohli           | Aksel Nõmmela     | Imanol Estévez     | Denemarken |
| 4      | José Luis Rodríguez | Aksel Nõmmela     | Mads Würtz Schmidt | Spanje     |
| 5      | Gregor Mühlberger   | Jonas Koch        | Guillaume Martin   | Italië     |
| 6      | Marc Soler          | Jonas Koch        | Guillaume Martin   | Noorwegen  |
| 7      | Marc Soler          | Jonas Koch        | Matvej Mamykin     | Rusland    |

1961 · 1962 · 1963 · 1964 · 1965 · 1966 · 1967 · 1968 · 1969 · 1970 · 1971 · 1972 · 1973 · 1974 · 1975 · 1976 · 1977 · 1978 · 1979 · 1980 · 1981 · 1982 · 1983 · 1984 · 1985 · 1986 · 1987 · 1988 · 1989 · 1990 · 1991 · 1992 · 1993 · 1994 · 1995 · 1996 · 1997 · 1998 · 1999 · 2000 · 2001 · 2002 · 2003 · 2004 · 2005 · 2006 · 2007 · 2008 · 2009 · 2010 · 2011 · 2012 · 2013 · 2014 · 2015 · 2016 · 2017 · 2018 · 2019 · 2020 · 2021 · 2022 · 2023 · 2024